# Fleury (Aisne)
Fleury és un municipi francès situat al departament de l'Aisne i a la regió dels Alts de França. L'any 2007 tenia 139 habitants.

## Demografia

### Població
El 2007 la població de fet de Fleury era de 139 persones. Hi havia 55 famílies de les quals 13 eren unipersonals (13 homes vivint sols), 17 parelles sense fills, 21 parelles amb fills i 4 famílies monoparentals amb fills.
La població ha evolucionat segons el següent gràfic:
Habitants censats

### Habitatges
El 2007 hi havia 68 habitatges, 56 eren l'habitatge principal de la família, 8 eren segones residències i 4 estaven desocupats. Tots els 68 habitatges eren cases. Dels 56 habitatges principals, 52 estaven ocupats pels seus propietaris, 2 estaven llogats i ocupats pels llogaters i 2 estaven cedits a títol gratuït; 2 tenien dues cambres, 11 en tenien tres, 18 en tenien quatre i 25 en tenien cinc o més. 44 habitatges disposaven pel capbaix d'una plaça de pàrquing. A 24 habitatges hi havia un automòbil i a 29 n'hi havia dos o més.

### Piràmide de població
La piràmide de població per edats i sexe el 2009 era:
| Homes | Edats   | Dones |
| ----- | ------- | ----- |
| 0     | 95 o +  | 0     |
| 0     | 90 a 94 | 0     |
| 0     | 85 a 89 | 8     |
| 0     | 80 a 84 | 0     |
| 0     | 75 a 79 | 0     |
| 0     | 70 a 74 | 0     |
| 4     | 65 a 69 | 8     |
| 4     | 60 a 64 | 8     |
| 12    | 55 a 59 | 8     |
| 4     | 50 a 54 | 8     |
| 4     | 45 a 49 | 12    |
| 8     | 40 a 44 | 8     |
| 8     | 35 a 39 | 0     |
| 4     | 30 a 34 | 0     |
| 4     | 25 a 29 | 0     |
| 4     | 20 a 24 | 0     |
| 0     | 15 a 19 | 4     |
| 8     | 10 a 14 | 0     |
| 0     | 5 a 9   | 0     |
| 0     | 0 a 4   | 0     |

## Economia
El 2007 la població en edat de treballar era de 96 persones, 57 eren actives i 39 eren inactives. De les 57 persones actives 52 estaven ocupades (28 homes i 24 dones) i 5 estaven aturades (3 homes i 2 dones). De les 39 persones inactives 18 estaven jubilades, 14 estaven estudiant i 7 estaven classificades com a «altres inactius».

### Ingressos
El 2009 a Fleury hi havia 50 unitats fiscals que integraven 130 persones, la mediana anual d'ingressos fiscals per persona era de 21.919 €.

### Activitats econòmiques
Dels 9 establiments que hi havia el 2007, 1 era d'una empresa extractiva, 2 d'empreses de construcció, 1 d'una empresa de comerç i reparació d'automòbils, 1 d'una empresa d'informació i comunicació, 3 d'empreses de serveis i 1 d'una entitat de l'administració pública.
Els 2 serveis als particulars que hi havia el 2009 eren lampisteries.

## Poblacions més properes
El següent diagrama mostra les poblacions més properes.